# Fun (Pitbull & Chris Brown)
"Fun" is een single die op 21 april 2015 werd uitgebracht door Pitbull en Chris Brown. Het is de zesde single van Pitbulls album Globalization.

## Achtergrondinformatie
Fun bereikte de negende plaats in de Nederlandse Top 40 en de zestiende plek in de Single Top 100. In de Belgische Ultratop 50 bereikte het in Vlaanderen de 50e plek en in Wallonië de 3e.

## Videoclip
Voor het nummer zijn twee videoclips uitgebracht:
- In de ene clip, geregisseerd door Gil Green en uitgebracht op 19 juni 2015, wordt een kort verhaal verteld in de stijl van de televisieserie Miami Vice. De clip is opgenomen in een villa, genaamd The Pink House die ook in twee afleveringen van Miami Vice werd gebruikt.
- De andere clip toont vrouwen die op een sensuele wijze de liedteksten tonen.

## Hitnoteringen

### Nederlandse Top 40
| Hitnotering: 20-06-2015 t/m 03-10-2015 | Hitnotering: 20-06-2015 t/m 03-10-2015 | Hitnotering: 20-06-2015 t/m 03-10-2015 | Hitnotering: 20-06-2015 t/m 03-10-2015 | Hitnotering: 20-06-2015 t/m 03-10-2015 | Hitnotering: 20-06-2015 t/m 03-10-2015 | Hitnotering: 20-06-2015 t/m 03-10-2015 | Hitnotering: 20-06-2015 t/m 03-10-2015 | Hitnotering: 20-06-2015 t/m 03-10-2015 | Hitnotering: 20-06-2015 t/m 03-10-2015 | Hitnotering: 20-06-2015 t/m 03-10-2015 | Hitnotering: 20-06-2015 t/m 03-10-2015 | Hitnotering: 20-06-2015 t/m 03-10-2015 | Hitnotering: 20-06-2015 t/m 03-10-2015 | Hitnotering: 20-06-2015 t/m 03-10-2015 | Hitnotering: 20-06-2015 t/m 03-10-2015 | Hitnotering: 20-06-2015 t/m 03-10-2015 | Hitnotering: 20-06-2015 t/m 03-10-2015 |
| Week:                                  | 1                                      | 2                                      | 3                                      | 4                                      | 5                                      | 6                                      | 7                                      | 8                                      | 9                                      | 10                                     | 11                                     | 12                                     | 13                                     | 14                                     | 15                                     | 16                                     |                                        |
| -------------------------------------- | -------------------------------------- | -------------------------------------- | -------------------------------------- | -------------------------------------- | -------------------------------------- | -------------------------------------- | -------------------------------------- | -------------------------------------- | -------------------------------------- | -------------------------------------- | -------------------------------------- | -------------------------------------- | -------------------------------------- | -------------------------------------- | -------------------------------------- | -------------------------------------- | -------------------------------------- |
| Positie:                               | 34                                     | 26                                     | 22                                     | 16                                     | 13                                     | 11                                     | 9                                      | 12                                     | 14                                     | 15                                     | 16                                     | 20                                     | 22                                     | 27                                     | 29                                     | 35                                     | uit                                    |

### NederlandseSingle Top 100
| Hitnotering: 13-06-2015 t/m 24-10-2015 | Hitnotering: 13-06-2015 t/m 24-10-2015 | Hitnotering: 13-06-2015 t/m 24-10-2015 | Hitnotering: 13-06-2015 t/m 24-10-2015 | Hitnotering: 13-06-2015 t/m 24-10-2015 | Hitnotering: 13-06-2015 t/m 24-10-2015 | Hitnotering: 13-06-2015 t/m 24-10-2015 | Hitnotering: 13-06-2015 t/m 24-10-2015 | Hitnotering: 13-06-2015 t/m 24-10-2015 | Hitnotering: 13-06-2015 t/m 24-10-2015 | Hitnotering: 13-06-2015 t/m 24-10-2015 | Hitnotering: 13-06-2015 t/m 24-10-2015 | Hitnotering: 13-06-2015 t/m 24-10-2015 | Hitnotering: 13-06-2015 t/m 24-10-2015 | Hitnotering: 13-06-2015 t/m 24-10-2015 | Hitnotering: 13-06-2015 t/m 24-10-2015 | Hitnotering: 13-06-2015 t/m 24-10-2015 | Hitnotering: 13-06-2015 t/m 24-10-2015 | Hitnotering: 13-06-2015 t/m 24-10-2015 | Hitnotering: 13-06-2015 t/m 24-10-2015 | Hitnotering: 13-06-2015 t/m 24-10-2015 | Hitnotering: 13-06-2015 t/m 24-10-2015 |
| Week:                                  | 1                                      | 2                                      | 3                                      | 4                                      | 5                                      | 6                                      | 7                                      | 8                                      | 9                                      | 10                                     | 11                                     | 12                                     | 13                                     | 14                                     | 15                                     | 16                                     | 17                                     | 18                                     | 19                                     | 20                                     |                                        |
| -------------------------------------- | -------------------------------------- | -------------------------------------- | -------------------------------------- | -------------------------------------- | -------------------------------------- | -------------------------------------- | -------------------------------------- | -------------------------------------- | -------------------------------------- | -------------------------------------- | -------------------------------------- | -------------------------------------- | -------------------------------------- | -------------------------------------- | -------------------------------------- | -------------------------------------- | -------------------------------------- | -------------------------------------- | -------------------------------------- | -------------------------------------- | -------------------------------------- |
| Positie:                               | 70                                     | 57                                     | 32                                     | 23                                     | 19                                     | 17                                     | 16                                     | 16                                     | 19                                     | 19                                     | 23                                     | 28                                     | 31                                     | 33                                     | 43                                     | 48                                     | 50                                     | 53                                     | 72                                     | 85                                     | uit                                    |

### 3FM Mega Top 50
| Hitnotering: 13-06-2016 t/m 19-09-2015 | Hitnotering: 13-06-2016 t/m 19-09-2015 | Hitnotering: 13-06-2016 t/m 19-09-2015 | Hitnotering: 13-06-2016 t/m 19-09-2015 | Hitnotering: 13-06-2016 t/m 19-09-2015 | Hitnotering: 13-06-2016 t/m 19-09-2015 | Hitnotering: 13-06-2016 t/m 19-09-2015 | Hitnotering: 13-06-2016 t/m 19-09-2015 | Hitnotering: 13-06-2016 t/m 19-09-2015 | Hitnotering: 13-06-2016 t/m 19-09-2015 | Hitnotering: 13-06-2016 t/m 19-09-2015 | Hitnotering: 13-06-2016 t/m 19-09-2015 | Hitnotering: 13-06-2016 t/m 19-09-2015 | Hitnotering: 13-06-2016 t/m 19-09-2015 | Hitnotering: 13-06-2016 t/m 19-09-2015 | Hitnotering: 13-06-2016 t/m 19-09-2015 | Hitnotering: 13-06-2016 t/m 19-09-2015 |
| Week:                                  | 1                                      | 2                                      | 3                                      | 4                                      | 5                                      | 6                                      | 7                                      | 8                                      | 9                                      | 10                                     | 11                                     | 12                                     | 13                                     | 14                                     | 15                                     |                                        |
| -------------------------------------- | -------------------------------------- | -------------------------------------- | -------------------------------------- | -------------------------------------- | -------------------------------------- | -------------------------------------- | -------------------------------------- | -------------------------------------- | -------------------------------------- | -------------------------------------- | -------------------------------------- | -------------------------------------- | -------------------------------------- | -------------------------------------- | -------------------------------------- | -------------------------------------- |
| Positie:                               | 43                                     | 27                                     | 21                                     | 22                                     | 20                                     | 14                                     | 9                                      | 17                                     | 25                                     | 22                                     | 18                                     | 19                                     | 30                                     | 46                                     | 48                                     | uit                                    |